# Cordebugle
Cordebugle – miejscowość i gmina we Francji, w regionie Normandia, w departamencie Calvados.
Według danych na rok 1990 gminę zamieszkiwało 110 osób, a gęstość zaludnienia wynosiła 12 osób/km² (wśród 1815 gmin Dolnej Normandii Cordebugle plasuje się na 776. miejscu pod względem liczby ludności, natomiast pod względem powierzchni na miejscu 562.).